# Desa Gemarang (administrativ by i Indonesien, lat -7,42, long 111,35)
Desa Gemarang är en administrativ by i Indonesien.   Den ligger i provinsen Jawa Timur, i den västra delen av landet, 500 km öster om huvudstaden Jakarta.